# 重齿黔蕨
重齿黔蕨（学名：Phanerophlebiopsis duplicatoserrata）为鳞毛蕨科黔蕨属下的一个种。

## 扩展阅读
- 維基物種上的相關：重齿黔蕨